# Алтернативна медицина
Алтернативна медицина (акроним АМ енгл. alternative medicine) назив је који се односи на велики број у пракси примењених облика здравствене заштите, који нису део сопствене традиције неке земље и нису интегрисани у доминантни систем здравствене заштите. 
Алтернативна медицина је пракса здравствене бриге, филозофија лечења и терапија која се не користи у научно прихваћеној медицини. Традиционалисти сматрају да ове методе нису научно евалуиране због своје безбедности и ефективности, али се упркос томе у многим земљама користе. Примери алтернативне медицине су акупунктура, траварство, медитација, јога, уринотерапија, лековито гладовање, разни верски обреди, операције голим рукама итд.
Данашња АМ унутар природне (научне) медицине има своју историју и свој развој и одређена достигнућа, која често базирају на псудонауци и сасвим другачијем принципу деловања од система класичне (научне) медицине, која је управо у оквиру сопствених принципа деловања достигла врхунац. 
Према |СЗО, класична (научна) медицина је тек на 4. месту по проширености у свету, а на прва три места су други паралелни медицински системи. На ово утичу бројни чиниоци али и став појединих лекара који у своју праксу укључују неке од подврста КАМ-а, као што је акупунктура, хомеопатија итд, и став неких лекарских комора у свету које захтевају да њихови чланови буду и практичари акупунктуре, хомеопатије и других области КАМ.

## Врсте и називи медицинских метода ван класичне биомедицине
За све превентивне, терапеутске и дијагностичке методе ван класичне биомедицине користе се различити, често неадекватни системи подела те исто таква терминологија. Међу њима су најзаступљенији: алтернативна медицина, комплементарна медицина, традиционална медицина, народна медицина и бројни други. У новије време користи се и термин интегративна медицина. Као најуопштенији назив за све незваничне методе неадекватно се користи и назив неконвенционална медицина (за разлику од конвенционалне).
Светска здравствена организација, за интегративну медицину користи називе и поделу на, традиционалну, комплементарну и алтернативну медицину (КАМ).
Комплементарна медицина
Комплементарна медицина подразумева нешто што допуњује и тиме побољшава нешто друго у терапији. Ове врста терапије не мора да нудити све - од превентиве до куративе, већ у неким својим облицима може пружити више и боље него што то нуди или уопште може дати службена медицина. На тај начин она допуњује, друге облике лечења (нпр траварство, хиропрактика, остеопатија). Она се ослања и на друге методе, које се примарно заснивају на дијагностичким методама класичне медицине, и својим поступцима и терапијама успешно наставља тамо где научна медицина „застане”. 
Алтернативна медицина
Алтернативна медицина, као један од најраширенијих облика КАМ користи се у свим паралелним медицинским системима. Међутим ако би појам „алтернативна медицина” прихватили као општи који би требало да обухвати све незваничне медицинске системе, тада би све њене методе требало да буду адекватна замена, „алтернатива” за научну медицину, а утврђено је истраживањима да нису, и да су многе од њих само допуна биомедицини. 
Алтернатива односно замена коју би пружила ова област КАМ мора бити нешто што нуди и биомедицина само на другачији начин. А та замена треба имати разрађену превентиву, дијагностику и куративу. Али у пракси то није тако јер ова области нуди само неке неконвенционалне методе које имају - нпр. различити традиционални системи као сто су ајурведа, туина, традиционална кинеска медицина, затим неке природне (хомеопатија) и енергетске исцељивачке методе (примарно биоенерготерапија где се делује превентивно, анализира и исцељује енергетско поље човека, а не директно физичко тело итд.)
У духовној медицини као једном од облика алтернативне медицине дијагностика (односно анализа стања) чак није ни потребна, што се коси са научном медицином.
Традиционална медицина
Традиционална медицина подразумева нешто што има своју историју и традицију (нпр; традиционална кинеска медицина, индијска медицина ајурведа, тибетанска медицина, арапска медицина ...). Она је уопштен назив за област лечења који је везан за специфичну културу неког народа. 
Међутим, не може се све што није класична медицина сврстати под овај појам јер има прилично много техника које немају неку традицију везану уз одређено подручје и народ. 
Традиционални медицински системи често у себи обједињују и методе природне и енергетске медицине као што је нпр. део кинеске традиционалне медицине-акупунктура (као врста енергетске медицине) и траварство које спада у природну медицину. Такође традиционални медицински системи су део интегративне медицине.
Интегративна медицина
Интегративна медицина је област КАМ који се заснива на удруженој примени метода које комбинују и/или обједињују различите терапијске приступе и усмерења. У интегралну медицину спадају и све методе, које истовремено третирају тело и дух, у себи садрже сва фундаментална знања потребна за тако нешто (нпр јогу истовремено са енергетском медицином) чиме се постижу одређени здравствени ефекти, али и животна филозофија). 
Традиционални медицински системи такође су врло добар пример интегративне медицине. 
Неконвенционална медицина
Неконвенционална медицина не може укључити у себи све методе ван научне медицине тако да је сврставање свих терапеутско-исцелитељских метода и терапијске системе, под горенаведеним појмовима, неадекватна. 
Један од проблема је и да се поједине методе КАМ по својим карактеристикама истовремено могу сврстати под више наведених назива или пак променом неких формалних услова (састав људи који је користе, законски статус методе у појединим државама, начин и трајање, те статус образовања ...) могу променити категорију те се сврстати под неки други појам. Самим тиме ови појмови постају недовољни за адекватну поделу различитих метода на одређене групе или пак за сврставање свега што није званично сврстано под један од ових појмова. 
Неки ауторитети (нпр у Србији) појам неконвенционална медицина користите као генерални назив за све оно што није службена, класична медицина, иако тај појам означава само тренутни статус тих метода. 
Народна медицина
Неконвенционална медицина се због недовољне информисаности врло често упоређује са данас заосталом народном медицином од пре неколико векова и више година када су се у лечењу употребљавале пијавице, урин, измет ... када су врачеви и вештице справљали чудотворне напитке, када су се зуби вадили столарским клештима, а побачај обављале старе бабе на селу ..., затим са различитим верским групама и сектама са астрологијом, таротом те другим сродним делатностима које се примењују на разним сајмовима езотерије. 
Данашња КAМ и биомедицина више нема никакве (изузев историјске) везе са некадашњом, сада заосталом народном медицином у развијеним земљама света, иако још понегде, већином у руралним срединама, заиста и егзистира. 
Сви напред наведени медицински системи па и они паралелни прошли су од тада свој сопствени развојни пут и данас се надопуњују.

## Епидемиолошка истраживања
Ако нас историја медицине може нечему научити онда је то перманентна потреба човека да проучи, схвати, имитира, примени или мења своја сазнања о традиционалним методама лечења.

Према истраживањима, спроведеним 2007. године у Северној Америци, о употреби комплементарне медицине од стране Американаца, 65% испитаника, код којих је било када у животу дијагностикован рак, користило је у лечењу комплементарну терапију.
Такође примена комплементарне и алтернативне медицине у Сједињеним Америчким Државама, као скупа различитих медицинских и здравствених система, праксе и производа који нису део сопствене традиције неке земље и нису интегрисани у доминантни систем здравствене заштите и тренутно се не сматрају или нису део конвенционалне (научне) медицине, међу одраслим америчким грађанима, само у првој деценији 21. века порасла је на невероватних 62%.
Ови подаци указују на то да се због бројних разлога, становници САД све више укључују у примене метода комплементарне и алтернативне медицине (КАМ), у нади да ће им они помоћи у лечење и спречавању болести и побољша квалитет живота. Зато се спроводе бројна истраживања широм САД како би се утврдило за што је то тако и да ли опада поверење у класичну (научну) медицину?
У 21. веку настављен је „драматични талас“ популарности различитих дисциплина комплементарне и алтернативне медицине (КАМ) започет у последњих тридесет година у САД. И до 60% становништва у примарној здравственој заштити користи услуге традиционалне медицине и зависи од КАМ и њених практичара у примарној здравственој заштити..
Такође значајно је повећано интересовање за традиционалну медицину и у многим развијеним земљама. На пример, 70% становништва у Канади и 80% у Немачкој користи неки од облик алтернативне или комплементарне медицине (нпр. акупунктуру, масажу итд). Преваленца посета практичарима КАМ порастао је у Ирској са 20% у 1998. на 27% у 2002. Слични подаци добијени су и на међународном нивоу. Највећи број Ираца тражило је услуге КАМ због јаког бола, анксиозности или депресије.
Мушко женски однос
Преваленција комплементарног коришћења терапије је већи код жена, са високом стручном спремом, док су се оне мање образоване више обраћале здравственој служби.

### Разлози коришћења КАМ уместо научне медицине
Од самих почетака народна а потом традиционалне медицине, када је она прво била препуна магијских а потом егзотичних метода, пристиглих са далеког истока, она је кроз историју имала успоне и падове све до њеног поновног успоставља као дисциплина која окреће своје истраживачко лице према властитој и масовне примене након 2000. године, видевши у медицинској стварности и бројним проблемима окупираног савременог човека 21. века, тему која је постала део културне стварности сваког појединца, институционално постављеног у строге оквире доминантног медицинског система западних друштава, биомедицине, која има моћ проговарати и преговарати и која је основни културни менаџер наших мисли, жеља, страхова, веровања, ставова о сопственом здрављу, болести, боли, патњи, срећи...

#### Мотиви
Објашњење разлога и мотива због којих све више људи тражи помоћ КАМ-а и његове све веће популарности, су бројни, а наводени су у подели коју је Ернст, објавио у свом чланку из 2004. године. Ернст разлоге за тражење помоћи од у КАМ дели на позитивне и негативне. 
Позитивни
Позитивни мотиви су они који су засновани на холизму, духовној димензији, активној улози пацијента, добром односу са терапеутом, саосећање и пријатно терапијско искуство.
Негативни
Негативни мотиви засновани су на лошем досадашњем искуству о; неефикасном лечењу, лошим односима са лекаром, листом чекања.
Нажалост ова Ернстова подела, помало је једноставна и једнострана јер је код многих пацијената уочена комбинацији неколико фактора, а често се неке од Ернстових факторе појединци уопште не доживљавају као позитивне или негативне, јер се са неким сеансама КАМ-а упознају тек након сусрета с њима (холизам, духовна димензија) па, према томе, не могу бити унапред наклоњени према појединим методама КАМ.

#### Разлози
Развој потрошачког друштва
Велики успеху КАМ-а у задњим деценијама 20. века и првим 21. века приписује се и развоју потрошачког друштва и алтернативних стилова живота, у којима помоћ КАМ-а често траже особе с хроничним болестима (у мањем броју случајева) и психосоматским сметњама (у највећем броју случајева).
Однос званичне медицине и лекара према КАМ и обрнуто
Још једна тема везана уз КАМ јесте однос службене медицине и лекара према КАМ-у и обрнуто, који се огледа у чињеници да, иако многи лекари службене медицине осуђују КАМ, у тој осуди нису јединствени, већ, напротив, у последње време и лекари биомедицине у своју праксу укључују неке од подврста КАМ-а као што је акупунктура, хомеопатија итд.

## Директни и индиректни ризици КАМ-а
Богатство квалитетног доказа наведених у литератури, у две трећине студија пружа валидне чињенице, док је једна трећина са условно одређеним резултатима, према контролној листи ЦАСП-а. Као такве, ове студије се могу сматрати најсвеобухватнијим скупом података за перцепцију ризика и остварених комуникације између више медицинских области која је до сада спроведена у области различитих здравствених услуга (конвенционалних, комплементарних и осталих) укључујући примену комплементарних терапија и превенцију и заштиту од рака, који ће бити наведени у наставку странице јер се могу сматрати валидним.

### Директне ризичне ситуације
Неки комплементарни производи могу бити контаминирани (загађени) или садрже високе нивое токсина. Ово је важан ризик јер конзумирање биља или препарата са, на пример, високом дозом живе или олова, може бити ризично за пацијенте.
Ајурведски лекови, на пример, подељени су у две главне групе: само биљни и rasa shastra. Rasa shastra је древна пракса која намерно комбинује биље са металима, као што су жива, олово, гвожђе и цинк, или минералима, као што су лискун и драгуљи (нпр, бисер). Rasa shastra лекари тврде да су ови лекови терапијски безбедни, ако се правилно примењују и администрирају (укључујући процесе чишћења, за уклањање нежељених супстанци и унапређење терапијских моћи). 
Међутим, у случајном узорку, комерцијално припремљених ајурведских лекова купљених преко интернета, скоро 21% препарата садржи мерљиве нивое олова, живе или арсена. Тако, да дневне доза токсичних метала и неспроведени тестови квалитета тих производа, не дају гаранцију и могу да угрозе безбедност пацијената.

### Индиректне ризичне ситуације
Ризик повезан са клиничком праксом (индиректни ризик) је још једна претња за безбедност пацијената. То су, пре свега, разлике између каузалности болести и филозофије лечења које ометају ефикасну комуникацију између конвенционалних и комплементарних услуга. 
Ове разлике у епистемологија и филозофским вредностима могу да утичу негативно на изводљиву сарадњу између професија.

### Комуникацијски ризик
Непостојање валидних комуникација између конвенционалних и комплементарних здравствених радника је ризично за пацијенте, који морају сами да процењују и одлучују шта је најбоље у конвенционалном а шта у комплементарном облику лечења. 
Негативна искуства настала у односу лекар-пацијент, интеракције и исход конвенционалних третмана може утицати и на одлуку да нпр. оболели од рака користе комплементарне терапије, и потенцијално смањује или одложе конвенционални начин лечење.
Такође негативни ставови пацијената према конвенционалном лечењу могу бити повезани са могућим нежељеним ефектима третмана.

### Перцепција ризика
Конвенционалне услуге у здравственој заштите ретко препоручују комплементарни модалитет лечења јер је са ниским или никаквим научним доказима о успешности лечења. 
Комплементарне услуга, са друге стране, тврде да методе које се користе у испитивању ефеката КАМ-а (Рандомизиране контролне студије (РКС)) нису погодне за комплементарну терапије, јер комплементарна терапије третира „цело тело”, а не болест. Међутим, како истраживачи могу истраживати само једну болест, а појединачне агенсе АКМ ретко примењује у лечењу, то отежава да се примени РКС дизајн. 
Међутим у спроведеним студијама утврђено је да пацијенти не процењују корист и ризика у вези са употребом комплементарних терапија, већ откривају и доживљавају друге користи од комплементарних модалитета, који су можда били пропуштени у неком од исхода у РКС истраживањима.
Осим тога, болесници од рака који желе да комбинују комплементарно и конвенционално лечење, за разлику од онколошких стручњака, нису у стању да перципирају ризике повезане са употребом како комплементарних тако и конвенционалних третмана рака.

## Проблеми практичне импликације КАМ
Да би се болесницима обезбедила сигурна и кооперативна брига, потребно је да постоји сарадња у пружању здравствених услуга између конвенционалне медицине и КАМ. А да би се то постигло пружаоци комплементарних услуга треба да имају добро и стално образовање из конвенционалне медицине. Такође њихове комплементарно-специфичне модалитете треба добро да познаје и конвенционална здравствена заштита, како би била спремна да затражи помоћ од комплементарне терапије. Само овакав начин може побољшати тренутну комуникациону баријере између различитих здравствених радника и пацијената. 
Посебно треба истаћи проблеме који могу бити кључни покретачи у комуникацијским изазовима између различитих здравствених услуга, у које спадају:
- Бројни облици комплементарних терапија генерално нису лиценцирани или нису подједнако регулисани.
- Многи комплементарни модалитети изведени су од традиционалних система медицине,[26] са ограниченим или без спроведених истраживања валидности традиције.
- Минимална знања о ефикасности, ефективности и биолошким механизмима КАМ.
- Многи производи КАМ-а нису у складу са прописима, а неки од њих могу бити токсични.